# Acrobeles cephalatus
Acrobeles cephalatus är en rundmaskart. Acrobeles cephalatus ingår i släktet Acrobeles och familjen Cephalobidae. Inga underarter finns listade i Catalogue of Life.